# Gabriel Ferrandis Barrachina
1. REDIRECCIÓ Gabriel Ferrandis i Barrachina